# Aventurera (canción)
«Aventurera» es una canción grabada por la cantante y compositora mexicana Natalia Lafourcade junto al cantante dominicano Álex Ferreira. La canción fue escrita por Agustín Lara y producida por Natalia Lafourcade y Ernesto García. Fue lanzada el 24 de octubre de 2013 como el cuarto y último sencillo de su cuarto álbum de estudio Mujer divina.

## Video musical
El video musical oficial de «Aventurera» fue lanzado el 10 de diciembre de 2013 en la plataforma digital YouTube, y una versión acústica en vivo fue publicada el 24 de septiembre del mismo año. El videoclip oficial ha recibido casi de 10 millones de vistas desde su publicación, mientras que la versión acústica ha alcanzado las casi 3 millones de reproducciones.

## Lista de canciones

### Descarga digital
| Aventurera ft. Álex Ferreira — Single |              |          |  |
| N.º                                   | Título       | Duración |  |
| 1.                                    | «Aventurera» | 3:32     |  |

### Versión acústica
| Aventurera — Single |              |          |  |
| N.º                 | Título       | Duración |  |
| 1.                  | «Aventurera» | 3:55     |  |